# Frederik van Bylandt
Conte Willem Karel Frederik Pieter van Bylandt, signore di Melden, Neukirchen e Rheydt (L'Aia, 4 dicembre 1841 – Zeist, 4 luglio 1924) è stato un diplomatico e politico olandese.

## Biografia

### Famiglia e origini
Van Bylandt discendeva da una delle più antiche famiglie aristocratiche delle Fiandre e suo padre era il conte Ernst van Bylandt, barone di Rheydt, signore di Melden e Neukirchen (1813-1871), pastore luterano e consigliere regale. Nel 1873 Frederik avrebbe sposato il prime nozze Marie S. van Westreenen (1839-1882) ed in seconde nozze Anna L.A. van Loon (1852-1940) dalla quale ebbe sette figli.

### La carriera diplomatica
Compì gli studi di diritto presso l'università di Leida ed intraprese la carriera diplomatica; fu inviato presso le ambasciate olandesi di Berlino, Vienna e Parigi e tra il 1879 e il 1882 ricoprì la carica di ambasciatore presso le corti di Svezia e Danimarca. Bylandt fu eletto nel 1882 al parlamento nelle file dei conservatori. 

### Fondatore dell'Appello Cristiano Democratico
Tra il 1886 e il 1890 fu anche ambasciatore in Francia; nel 1894 fu uno dei fondatori del gruppo centrista moderato chiamato Appello Cristiano Democratico, che sarà allora guidato da Alexander de Savornin Lohman e che si svilupperà come uno dei maggiori protagonisti della politica olandese fino ai nostri giorni. Fautore di una linea intransigente e rigidamente confessionale che escludesse i cattolici, si scontrò ripetutamente con Johannes de Visser, che invece si faceva fautore di una linea più marcatamente moderata e riformista in accordo col giovane politico cattolico Willem Hubert Nolens. Mal sopportato all'interno del partito, ricoprì l'ultimo incarico ufficiale nel 1909, succedendo a Joan Röell come presidente della seconda camera del parlamento. Sostituito cinque anni dopo dal cattolico Octaaf van NIspent, si ritirò a vita privata fino alla morte avvenuta nel 1924.